# International DuraStar
La International MV, nota come serie 4000 prima del 2008 e DuraStar dal 2008 al 2018, è una linea di camion di media portata prodotti da Navistar International dal 2001. Introdotta come successore della serie International 4000 del 1989-2001, la serie 4000 è stata rinominata DuraStar nel 2008. Sviluppata come gamma di prodotti di Classe 6-7, la 4000/DuraStar è stata inserita sotto il semirimorchio regionale 8000/TranStar, con la Classe 5 International TerraStar (2010-2015) che funge da gamma di prodotti International con cabina convenzionale più piccola.
Le caratteristiche più distintive della DuraStar sono i fari "a forma di mezzaluna" e un caratteristico "punto nero" sul lato sinistro della cabina. Prodotto sia come trattore stradale che come autocarro dritto/rigido, il 4000/DuraStar è stato utilizzato in un'ampia gamma di applicazioni, tra cui veicoli di emergenza, traino, autocarri con pianale e autocarri con cassone per il trasporto merci. Per l'uso su autobus, il telaio è utilizzato sia in configurazioni con telaio cofano che con cabina tagliata per scuolabus e applicazioni commerciali.

## Serie 4000 (2001-2007)
Nel febbraio 2001 Navistar ha lanciato la sua nuovissima serie 4000, soprannominata "High Performance Trucks". Sviluppata nella joint venture Blue Diamond Truck con Ford, la serie 4000 ha segnato la prima linea di camion completamente nuova di International dalla serie S del 1979. Condividendo il telaio con la Ford F-Series di media portata (introdotta nel 2000), l'International 4300/4400 ha mantenuto i diesel DT466 e DT530 dei suoi predecessori. Per le versioni dotate di cambio automatico, l'elettronica per il motore e i cambi è stata ricalibrata per ottimizzare la risposta dell'acceleratore e del cambio, per aumentare sia le prestazioni che il risparmio di carburante. Per aumentare la visibilità anteriore, le dimensioni del parabrezza sono state aumentate di oltre il 60%, con un'attenzione aggiuntiva rivolta ai miglioramenti della ventilazione.
Al lancio della serie 4000, il 4300 standard e il 4400 con GVWR più elevato furono introdotti come sostituti della precedente serie di modelli 4900. Nel 2002 il 4200 con GVWR più basso fu introdotto come sostituto della serie 4700, segnando l'introduzione del motore VT365. Nel 2006 fu introdotto il 4100, espandendo la linea di modelli nel segmento Classe 5; il modello fu interrotto dopo un solo anno di produzione. Il 4200, 4300 e 4400 furono prodotti sia con telaio standard che ribassato. Il 4400 fu prodotto anche come trattore stradale; seduto 4 pollici più in alto del camion con telaio, il trattore 4400 era l'unica versione offerta con il motore DT570 come opzione.

## DuraStar (2008-2018)
Per il 2008, in concomitanza con l'introduzione dell'International ProStar e dell'International LoneStar, Navistar ha rivisto il marchio delle sue linee di modelli di camion. In linea con la nomenclatura precedentemente utilizzata da International Harvester, le linee di camion hanno adottato uno schema di denominazione "xxxxStar", con la serie 4000 che ha adottato il nome del modello DuraStar. Questa modifica è stata completata nella sua interezza nel 2010. In un'altra revisione, per conformarsi alle normative sulle emissioni del 2007, la gamma di propulsori è stata sottoposta a un'ampia revisione, con il VT365 V8 da 6,0 L sostituito dal MaxxForce 7 V8 da 6,4 L. Anche la famiglia di motori DT inline-6 è stata sottoposta a revisioni, con il DT466 che è diventato il MaxxForce DT e il DT570 che è diventato il MaxxForce 9, adottando testate a quattro valvole e ricircolo dei gas di scarico per ridurre le emissioni.
Mentre ogni serie di modelli International ha mantenuto l'uso di codici modello numerici, dopo la revisione del modello, il loro utilizzo è stato fortemente minimizzato, ampiamente relegato a luoghi come la piastra di costruzione del veicolo. Esternamente, International ha sostituito la serie numerica e l'identificazione del motore con una scritta che identificava la serie del modello.
Nel 2010, è stata introdotta la linea di modelli International TerraStar, che ha sostituito di fatto la linea di modelli 4100 fuori produzione. Condividendo la cabina del DuraStar, il TerraStar era appoggiato su un telaio più basso e indossava il suo cofano.